# Dama z jednorożcem (cykl tapiserii)

Dama z jednorożcem: Wzrok (Musée de Cluny, Paryż)

Dama z jednorożcem: Słuch

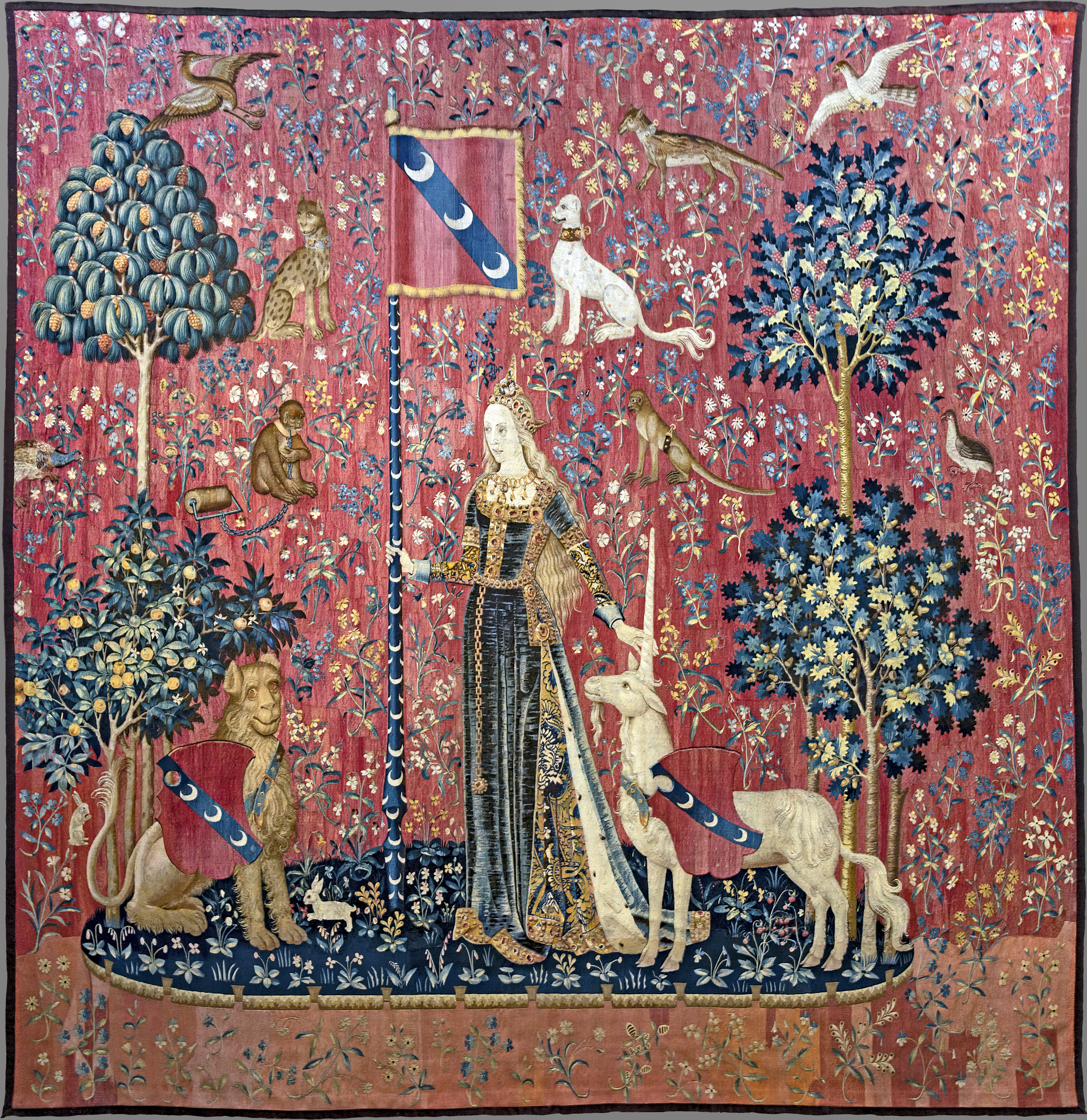
Dama z jednorożcem: Dotyk

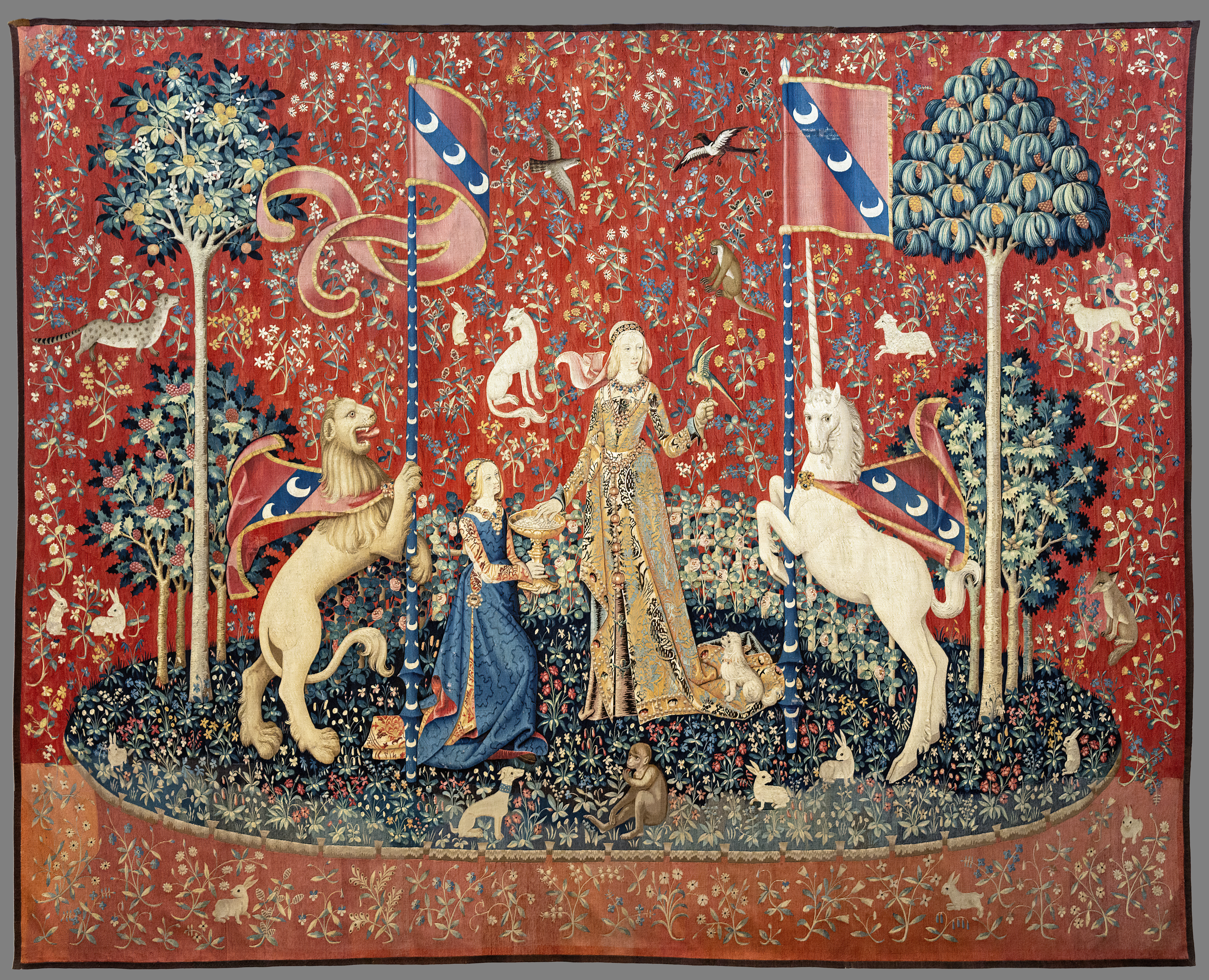
Dama z jednorożcem: Smak

Dama z jednorożcem: Węch

Dama z jednorożcem (fr.La Dame à la licorne) – zespół sześciu późnogotyckich tapiserii utkanych we Flandrii z wełny i jedwabiu. Kartony tworzące projekty do tkanin zostały wykonane w Paryżu u schyłku XV stulecia. Cykl, którego tematem są ludzkie zmysły, jest jednym z najcenniejszych przykładów średniowiecznego tkactwa artystycznego w Europie.

## Dzieje
Nie jest znana pierwotna lokalizacja tapiserii. Herby na proporcach, jak również jednorożec i lew, są utożsamiane z rodem Le Viste, szczególnie z Jeanem Le Viste, który miał wykonać serię tapiserii jako prezent dla swej narzeczonej. Jean le Viste był znaczącym arystokratą na dworze króla Karola VII. Kartony tworzące projekty do tkanin zostały wykonane w Paryżu, natomiast realizacja dzieł miała prawdopodobnie miejsce w jednym z głównych centrów ówczesnego tkactwa w Południowych Niderlandach (Bruksela, Brugia, Tournai) u schyłku XV stulecia, pomiędzy 1485 a 1500. 
Gobeliny zostały odkryte w 1841 przez pisarza Prospera Mériméego w zamku w Boussac. Wśród historyków sztuki i osobistości z innych dyscyplin naukowych i artystów, którzy spopularyzowali Damę z jednorożcem, była powieściopisarka George Sand, która wspomniała o dziele w Jeanne. Po gruntownej konserwacji tapiserie zostały w 1882 zakupione przez znanego francuskiego kolekcjonera dzieł sztuki dawnej Edmonda du Sommerarda i przewiezione do Paryża, gdzie zostały wyeksponowane w Musée de Cluny (Musée Nationale du Moyen-Âge), którego pierwszym dyrektorem był Sommerard. Obecnie znajdują się w specjalnie zaadaptowanej rotundzie.

## Opis i analiza
Pięć tapiserii jest powszechnie interpretowanych jako przedstawienie pięciu zmysłów: smaku, słuchu, wzroku, węchu i dotyku. Szósta tapiseria, stanowiąca sublimację wszystkich tych zmysłów, opatrzona jest mottem A mon seul desir ("Mojemu jedynemu pragnieniu"). Znaczenie tego przesłania pozostaje wciąż niejasne. Interpretuje się ją jako ilustrację miłości lub mądrości. Każdy z gobelinów przedstawia pośrodku kobietę z jednorożcem po jej lewej stronie oraz lwem po prawej. Pojawiają się także różnego gatunku ptaki, małpy, króliki.
Wszystkie tapiserie zostały wykonane w manierze Mille-fleur ("tysiąc kwiatów") – gdzie główna scena figuralna (zwłaszcza o charakterze dworskim) została przedstawiona na takim właśnie tle roślinnym.
Oprócz tradycyjnego znaczenia tapiserii pojawiły się nowe interpretacje. Według Marie-Elisabeth Bruel pięć tapiserii oraz szósta "A mon seul désir" są odniesieniem do alegorii wspomnianych w Powieści o Róży pióra m.in. Guillaume'a de Lorris. Według badaczki tapiserie oznaczają: próżność (Wzrok), obfitość (Dotyk), szczerość (Smak), radość (Słuch), urodę (Węch), szczodrość (A mon seul désir).

### Smak
Dama spożywa słodycze, którymi częstuje ją służąca. Spogląda na papużkę, która siedzi na jej lewym ramieniu. Pod jej stopami siedzi małpa jedząca jeden ze słodyczy. Lew i jednorożec stoją na tylnych nogach (według zasad heraldyki), trzymając proporce o długich drzewcach. Czerwona flaga ma błękitny skos, w którym znajdują się trzy białe półksiężyce.

### Słuch
Dama gra na portatywie – małych, przenośnych organach piszczałkowych, używanych w średniowieczu, z jednym rzędem piszczałek labialnych. Stół nakryty jest turecką makatą o bogatej dekoracji ornamentalnej. Po drugiej stronie instrumentu stoi służąca tłocząca powietrze za pomocą miechów. Lew i jednorożec flankują postaci, trzymając proporce, jednakże stoją w odwrotnej pozycji w stosunku do pozostałych tapiserii.

### Wzrok
Dama zasiada na trawie i spogląda w stronę jednorożca, trzymając w prawej ręce trzonek okrągłego zwierciadła. Jednorożec zasiadł na ziemi, przednie kopyta położył na kolanach kobiety. Spogląda w stronę lustra, w którym widoczne jest odbicie jego oblicza. Lew trzyma proporzec. Motyw jednorożca kładącego kopyta na kolanach jest odniesieniem do średniowiecznych przedstawień Marii z jednorożcem, symbolizujących dziewictwo i czystość Matki Bożej. Jednorożec oznacza tu zapowiedź zaślubin ze św. Józefem i rychłe narodziny Jezusa. We wszystkich paryskich tapiseriach pojawia się także motyw ogrodu zamkniętego (hortus conclusus), przedstawionego tu na planie koła przepełnionego fauną i florą. Zasiadająca na trawie Dama jest aluzją do średniowiecznych przedstawień z gatunku Maria Humilitas.

### Węch
Dama stoi, plotąc wieniec z kwiatów. Jej służąca przynosi koszyczek z kwiatami. Lew i jednorożec trzymają proporce. Siedząca na zydlu małpa podkrada kwiatki z koszyczka, wąchając jeden z nich.

### Dotyk
Dama stoi, trzymając w prawej ręce proporzec, a w lewej róg jednorożca. Naprzeciwko Damy stoi lew, który, podobnie jak jednorożec, ma na tułowiu tarczę z godłem z błękitnym skosem na czerwonym tle, w którym znajdują się trzy białe półksiężyce. Analogiczne godło figuruje na proporcu.

### Mojemu jedynemu pragnieniu

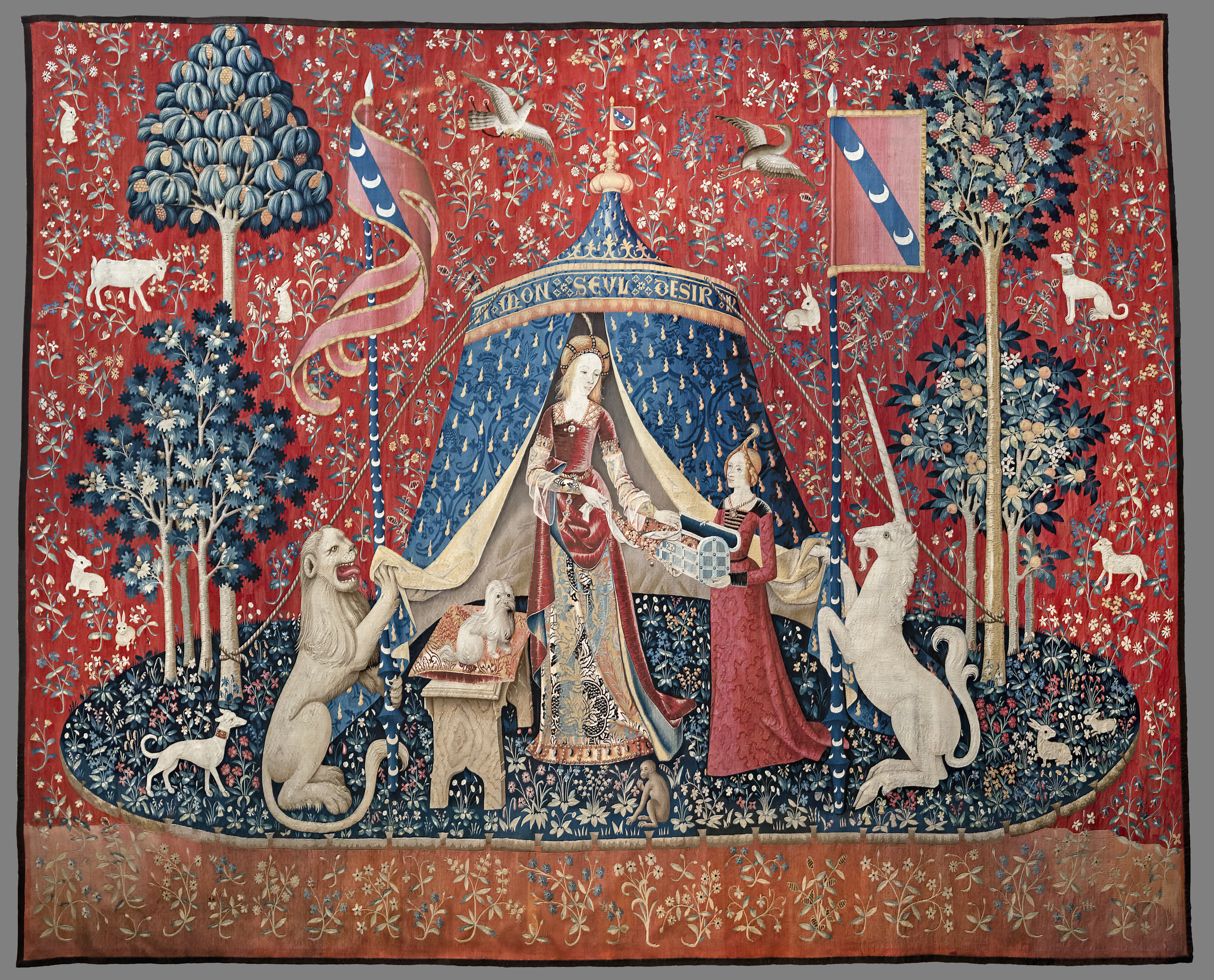
Dama z jednorożcem: À mon seul désir

Szósta tapiseria jest nieco szersza od pozostałych i posiada odmienne cechy – w treści i formie. Tytułowa Dama stoi przed ozdobnym namiotem, na którym widnieje inskrypcja w formie gotyckiej majuskuły o treści À Mon Seul Désir ("Mojemu jedynemu pragnieniu / Przez wyłącznie moją wolę / Miłość pragnie tylko piękno duszy / Zaspokój swą namiętność"). Służąca wręcza swej pani otwartą szkatułę z klejnotami. Dama pozbywa się kolii, interpretowanej jako symbol przyziemnych pragnień, a także próżności. Naszyjnik nosi jej służąca. Towarzyszą jej siedzący na zydlu pies-maskotka oraz lew i tytułowy jednorożec, w sposób uroczysty podnoszący przednią zasłonę namiotu i trzymający powiewające proporce na długich drzewcach.
Pies symbolizuje wierność, w tym przypadku wierność temu, co kochamy. Lew jest uosobieniem zwierzęcia w człowieku, które dąży do zaspokojenia swoich potrzeb poprzez zmysły i jednocześnie znakiem zodiaku, któremu patronuje ciało astralne Słońce – w tym kontekście symbolizuje egocentryzm. Na tej tapiserii lew został poskromiony i staje się symbolem pracy nad sobą, walki z egoizmem i pychą. Jednorożec, który w sztuce średniowiecznej symbolizuje duchową doskonałość i czystość (często towarzyszący Marii), występuje w opozycji do lwa i uosabia aspirację istoty ludzkiej do zjednoczenia się z duszą pozaziemską.
Tapiseria ta jest różnorodnie interpretowana. Kobieta nakładająca naszyjnik może oznaczać wyrzeczenie się namiętności wzbudzanych przez zmysły oraz pragnienie wolnej woli. Ponadto dostrzega się tu szósty zmysł – intelekt, o którym wspominał około 1420 na uniwersytecie paryskim Jean Gerson. Mówi się tu także o symbolicznym przedstawieniu miłości i dziewictwa.

## Ciekawostki

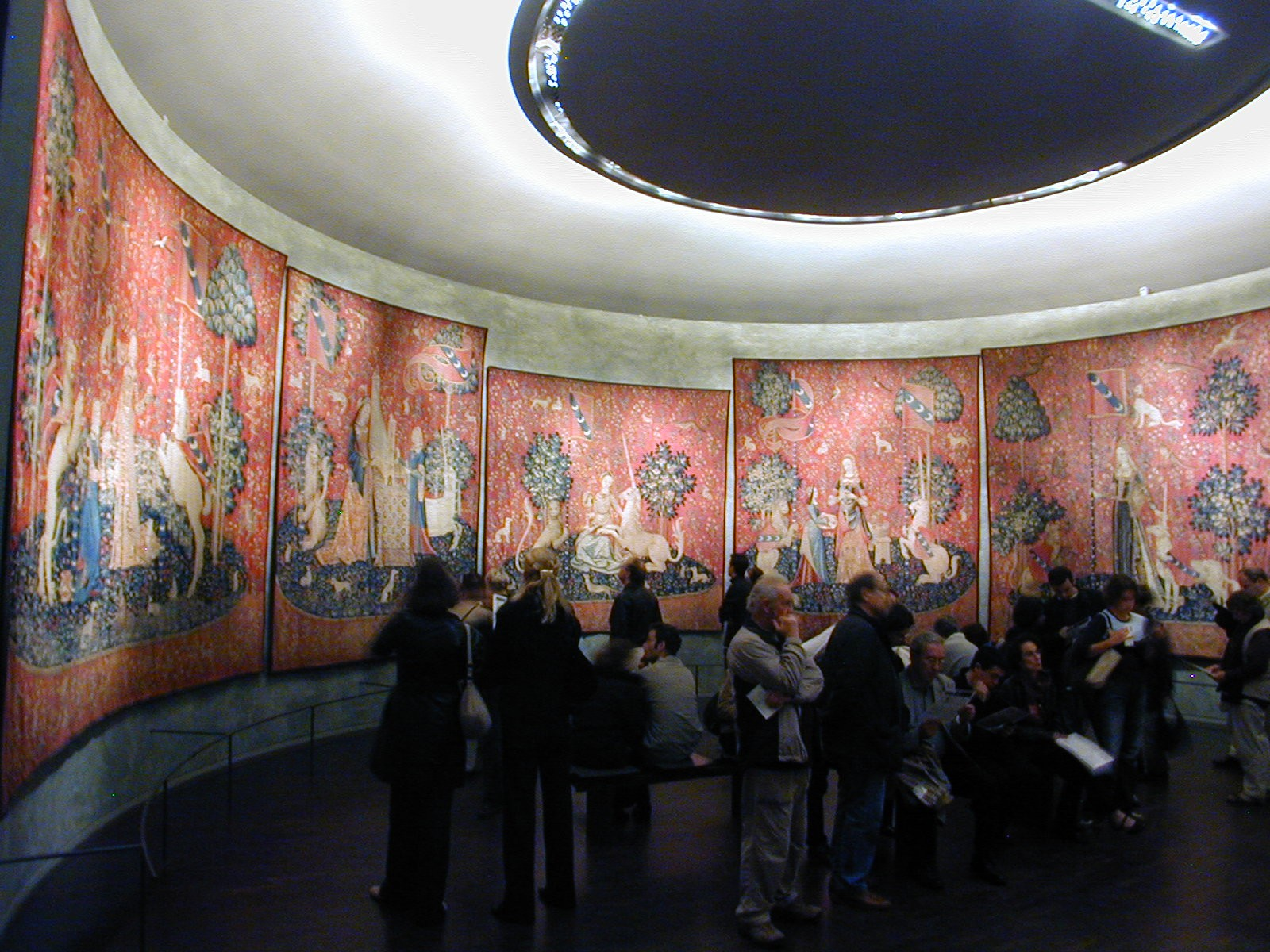
Wnętrze rotundy z tapiseriami Damy z jednorożcem w Musée National du Moyen Âge

Dama z jednorożcem stała się tematem powieści historycznej pod tym samym tytułem (The Lady and the Unicorn) pióra Tracy Chevalier oraz dzieła Siódmy Jednorożec (The Seventh Unicorn) Kelly Jones. Trzy inne powieści historyczne napisane przez Pith Schure są zatytułowane Jednorożec (La Licorne).